# Francisco Delgado López
Francisco Delgado López (Villa de Pun, 1514-Baeza, 2 de octubre de 1576) fue un eclesiástico católico y teólogo castellano, obispo de Lugo, de Jaén y arzobispo electo de Santiago de Compostela.

## Biografía
Natural de la Villa de Pun, en la diócesis de Calahorra, cerca de Santo Domingo de la Calzada, en la Rioja. Fue hijo de Diego López Delgado y de Catalina López. Estudió en la Universidad de Salamanca. En el año 1529, obtuvo en su patria un beneficio eclesiástico. En 1536, fue Colegial del colegio de Sigüenza y después, el 18 de octubre de 1540, recibió la beca de Colegial Mayor en el Colegio Mayor de San Bartolomé de Salamanca. En 1543, opositó a la Cátedra de Santo Tomás de aquella Universidad, y la regentó 5 años. En 1548, logró ser Canónigo Magistral de Sigüenza al ganar la Cátedra prima de Teología de su Universidad. En el 1552 pasó a Toledo, e hizo oposición a la Magistral de la Santa Iglesia, teniendo por competidores a algunos Colegiales de su propio Colegio y entre ellos a Juan García de Quintanilla, que era confesor del Cardenal Siliceo, Arzobispo de Toledo. Dando la prebenda a Quintanilla, Delgado se querelló justamente del agravio y tomó parte Felipe II, que mandó al Cabildo que le pusiese en posesión de la prebenda. El competidor recurrió a Roma, donde duró el pleito hasta la muerte del Arzobispo Siliceo, en el año 1557, y desde entonces quedó Francisco Delgado con la posesión de la Magistral.
Al quedar la sede vacante de Toledo, Felipe II envió de gobernador temporal a Diego Viviesca de Muñatones y en lo espiritual a Juan Bautista Pérez, y Francisco Delgado fue elegido en esta ocasión vicario general e inquisidor ordinario. Sucediendo a Siliceo en el Arzobispado, fray Bartolomé Carranza le nombró también su inquisidor ordinario y tuvo los empleos de capellán de los Reyes Viejos de Toledo y rector del Hospital del Cardenal.  

### Concilio de Trento
Presentado para el gobierno de la diócesis de Lugo en el año 1561 y fue consagrado en la de Toledo a principios de 1562. Sabiendo Felipe II los grandes progresos que había hecho en Sagrada Teología en la Universidad de Salamanca y siendo sus maestros Pedro Guerrero, que llegó a ser arzobispo de Granada, los Padres Franciscanos Francisco de Vitoria y Domingo de Soto y después en Sigüenza y Toledo, el rey lo elige para que asista al Concilio de Trento en sus sesiones últimas, que se comenzaron a 18 de enero de 1562, y se acabaron el 4 de diciembre de 1563, que fueron las sesiones 17 y siguientes, hasta la última, en que se dio fin al Concilio. Hizo gran estimación de él Ugo Buoncompagni, el que luego fue Gregorio XIII, que también asistió al Concilio, y que años más tarde, en 1565, vino a Toledo enviado por Pío IV, para la causa del arzobispo Carranza, que luego sentenció siendo Papa.

### Obispo de Lugo
Concluido el Concilio, volvió a España en marzo de 1564. Al año siguiente, dio el Cabildo de Lugo poderes al doctor y canónigo Juan de Ochoa y Arteaga, para asistir al Concilio que juntó en Salamanca el Arzobispo de Santiago, Gaspar de Zúñiga y Avellaneda. Asistiendo también al mismo Francisco Delgado y su nombre y dignidad se leen después de los decretos en el lugar 10 entre los Prelados que concurrieron.

### Obispo de Jaén
Habiéndose hallado en el Concilio Provincial Compostelano, celebrado en Salamanca, fue promovido a la santa Iglesia de Jaén. Antonio Flores y Juan Pérez de Godoy, ambos canónigos de Jaén, fueron de parte de su Cabildo a besarle la mano y darle la enhorabuena a la ciudad de Salamanca, en la que en aquel tiempo estaba ocupado de la visita, que por orden del Rey hacía en su colegio de San Bartolomé. 
Tomó posesión como obispo de Jaén el 26 de abril de 1566 y entró en Jaén el 21 de noviembre de ese mismo año. En Jaén sucedió de Obispo a Diego de los Cobos.
Murió el obispo el 2 de octubre de 1576 en Baeza cuando le había llegado la cédula de su presentación al arzobispado de Santiago. Su cuerpo fue embalsamado y depositado en la Iglesia Parroquial de Begíjar y desde allí fue trasladado a la Villa de Pun, llamada después en su honor Castildelgado en la provincia de Burgos.